# مخرج
المُخْرِج هو الشخص المسؤول عن إدارة العمل السمعي أو البصري في الأفلام أو التلفزيون أو الراديو أو المسرح وغيرها. وهو من يُدير ويُشرف على طاقم التمثيل وطاقم العمل، وجميع الموظفين بمختلف مهامهم في فترة إنتاج العمل، لذلك في الغالب هو من يُنسب له العمل ككل.
تتنوّع مهام المخرج بحسب المهمة الموكلة له؛ فهنالك مخرج الأفلام، والمخرج التلفزيوني، والمخرج الفني، والمخرج الإبداعي.